# Blue Effect
Blue Effect – czeska rockowa grupa muzyczna łącząca w swojej twórczości takie gatunki jak art rock, jazz-rock czy blues rock. Założona w Pradze, w roku 1968 przez basistę Jiří Kozela, piosenkarza Vladimíra Mišíka i perkusistę Vlado Čecha. Następnie do zespołu dołączyli jeszcze gitarzyści Radim Hladík oraz Miloš Svoboda. 
Grupa rozwiązała się w 2016, po śmierci lidera zespołu Radima Hladíka 4 grudnia 2016.

## Ostatni skład zespołu[3]
- Radim Hladík – gitara
- Honza Křížek – wokal, gitara, keyboard
- Václav Zima – perkusja
- Vojtěch Říha – gitara basowa

## Dyskografia[4][5]

### Albumy studyjne
- Meditace (1970)
- Coniunctio (razem z Jazz Q; 1970)
- Kingdom of Life (1971)
- Nová syntéza (1971)
- Nová syntéza 2 (1974)
- Modrý efekt & Radim Hladík (1975)
- Svitanie (1977)
- Svět hledačů (1979)
- 33 (1981)

### Składanki
- Beatová síň slávy (2004)
- 1969 – 1989 (2009)

### Nagrania koncertowe
- Live (2008)